# Большая Мартыновка
Больша́я Марты́новка — слобода (в 1972—1992 годах — посёлок городского типа) в Ростовской области. Административный центр Мартыновского района и Мартыновского сельского поселения.

## История
Большая Мартыновка основана в 1772 году на месте древнего городища. Прежнее название слободы — Городищенская.

## Население
| 1959 | 1970  | 1979  | 1989  | 2002  | 2010  |
| ---- | ----- | ----- | ----- | ----- | ----- |
| 2650 | ↗5214 | ↗5489 | ↗5949 | ↗6823 | ↘6158 |

### Известные уроженцы
- Драгалев, Георгий Георгиевич (1913—2006) — Герой Социалистического Труда.
- Зыгин, Алексей Иванович (1896—1943) — Герой Советского Союза.
- Колесников, Сидор Иванович (1900—1968) — Герой Советского Союза.
- Костенко, Фёдор Яковлевич (1896—1942) — советский военачальник, генерал-лейтенант.
- Лабазанов, Чингиз Сулейманович (род. 1991) — российский борец, чемпион мира.
- Малеев, Михаил Фёдорович (1899—1964) — советский военачальник.
- Магомедов, Ислам Курбанович (род. 1991) — российский борец, чемпион Европейских игр-2015[9].

## Религия
В слободе Большая Мартыновка находится Свято-Троицкий храм, основанный 27 мая 1896 года в память коронования императора Николая Александровича. Это единственный в мире храм-памятник помазания на царство императора Николая II.

## Достопримечательности
- Братская могила погибших в годы Гражданской и Великой Отечественной войны — памятник истории, который датируется 1919 годом и 1942—1943 годами, расположен на центральном кладбище Мартыновки. Категория охраны — местная, в связи с Решением Малого Совета облсовета № 325 от 17 декабря 1992 года[12].
- Казачий курень — памятник архитектуры, датируемый концом XIX века. Расположен по улице Думенко, 25 в слободе Мартыновка. Местная категория охраны. Статус объекта культурного наследия был присвоен согласно Решению Малого Совета облсовета № 325 от 17 декабря 1992 года[13].
- Ансамбль — комплекс памятников архитектуры, в который входит Свято-Троицкая церковь, Часовня, здание церковно-приходской школы, старинноприимный дом, дом священника и ограда с воротами. Постройки датируются периодом 1896—1906 годы. Расположены в начале улицы Ленина. Охранный статус присвоен объектам согласно Решению Малого Совета облсовета № 325 от 17 декабря 1992 года[14].
- Здание крестьянского кредитного общества — памятник архитектуры конца XIX века, располагается по улице Ленина, 22. Объекту присвоена местная категория охраны согласно Решению малого совета облсовета № 325 от 17 декабря 1992 года[15].
- Молельный дом помещиков- экономистов Верхоломовых. Комплекс застройки улицы — памятник архитектуры, который датируется серединой XIX — началом XX века. Расположен по улице Ленина, 43. Охраняется законом в связи с Решением малого совета облсовета № 325 от 17 декабря 1992 года[16].
- Жилой дом купцов-экономистов Верхоломовых. Комплекс застройки улицы — памятник архитектуры, расположен по улице Ленина, 55. Датируется серединой XIX — началом XX века. Охраняется в соответствии с Решением Малого совета облсовета № 325 от 17 декабря 1992 года[17].
- Жилой дом Н. Я. Верхоломова — памятник архитектуры середины XIX — начала XX века. Расположен по улице Ленина, 47. Местная категория охраны присвоена согласно Решению Малого Совета облсовета № 325 от 17 декабря 1992 года[18].
- Здание торгового общества — памятник архитектуры, также известен как гимназия, в которой учился комкор Б. М. Думенко. Постройка датируется XX веком. Располагается по адресу улица Ленина, 49. Охраняется законом согласно Решению Малого Совета облсовета № 325 от 17 декабря 1992 года[19].
- Крестьянский дом — памятник архитектуры, расположен по улице Ленина, 76. Охраняется законом в соответствии с Решением Малого Совета облсовета № 325 от 17 декабря 1992 года. Постройка датирована началом XX века[20].
- Здание церковно-приходской школы — памятник архитектуры конца XIX века. Расположен по адресу улица Ленина, 96. Охраняется государством в соответствии с Решением Малого совета облсовета № 325 от 17 декабря 1992 года[21].
- Казачий курень — памятник архитектуры по улице Лемешко, 19. Создан во второй половине XIX века. Охраняется законом согласно Решению Малого Совета облсовета № 325 от 17 декабря 1992 года[22].
- Памятник Б. М. Думенко — памятник монументального искусства, который располагается по улице Думенко, 1. Охраняется законом согласно Решению Малого Совета облсовета № 325 от 17 декабря 1992 года[23].